# Emergo (recreatiegebied)

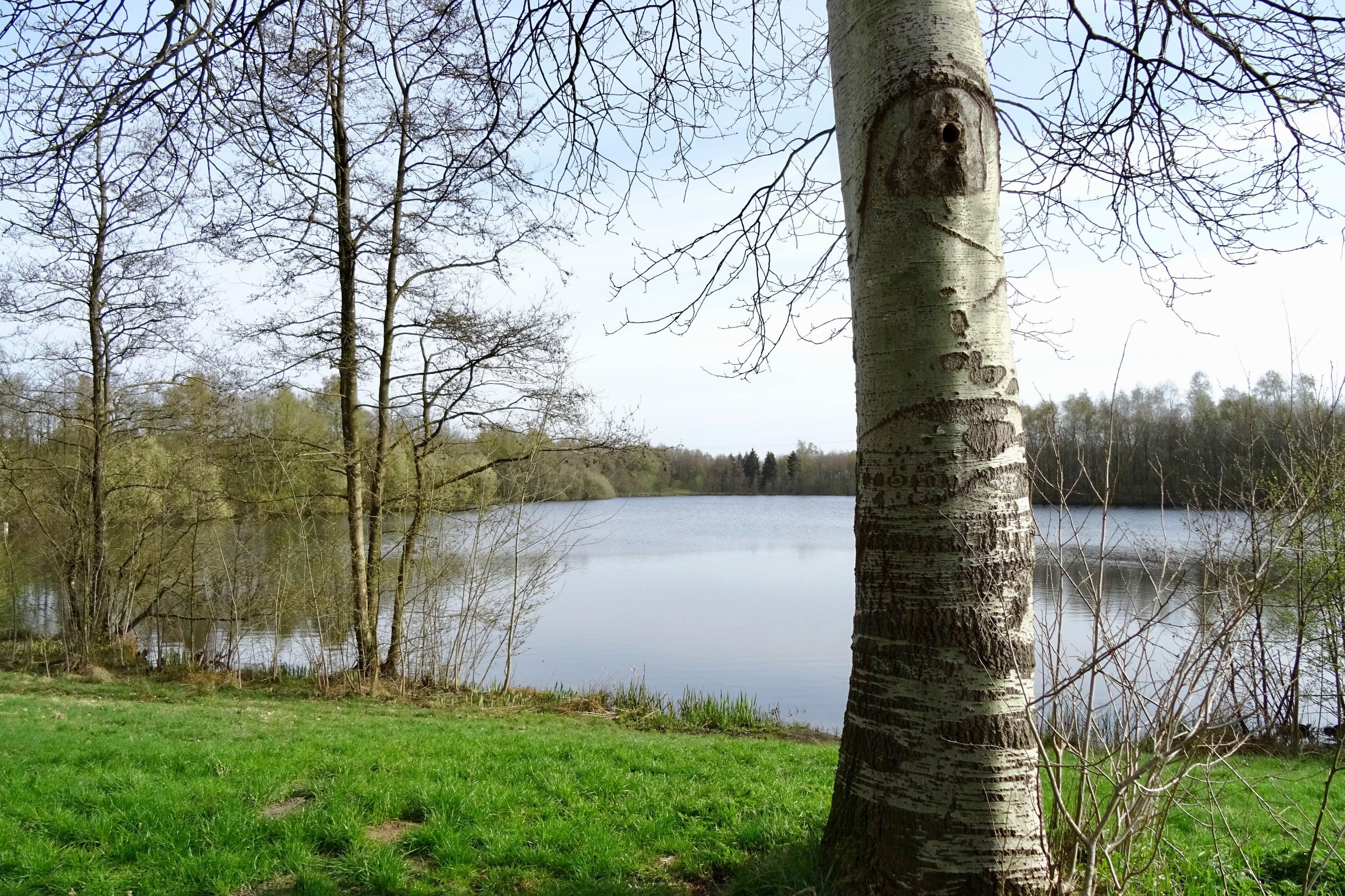
Emergo (anno 2018)

Emergo is de naam van een recreatiegebied op ongeveer even grote afstand gelegen in de plaatsen Oude Pekela, Scheemda en Winschoten. Het gebied is 49 hectare groot. Het plan is ontworpen door Staatsbosbeheer, dat ook het onderhoud en beheer heeft over het gebied. Van de 49 hectare bos en speel- en zonneweiden wordt negen hectare opgeslokt door een visvijver, die midden in het park ligt. Het recreatiegebied ligt in het gebied van het gelijknamige waterschap.
De plannen om op deze plaats een visvijver aan te leggen, dateerden in hun meest prille stadium reeds van 1958. De officiële opening van het recreatiegebied vond plaats op 23 november 1973 door de gedeputeerde van Groningen J.J. Prins.
Droevig detail is dat tijdens het aanleggen van de visvijver drie kinderen, tijdens het spelen op 21 mei 1973, onder het zand zijn bedolven en gestikt.